# Сайя Гансухэ
Сайя Гансухэ (кит. трад. 赛娅, пиньинь Saiya Gangsuhe, род. 10 ноября 1999) — китайская шашистка (международные шашки). Бронзовый призёр чемпионата мира по международным шашкам среди команд (2024) в формате рапид, вице-чемпионка Азии (2015, 2017, 2019), трёхкратная чемпионка Азии в формате блиц (2016, 2018, 2024) и двукратная в формате рапид (2017, 2019). Чемпионка Китая (2021). Международный мастер среди женщин (2015). 
Участница ЧМ-2013 в рапиде (9 место), Всемирных Интеллектуальных игр (2016 — в Китае).
FMJD-id 17035

## Спортивные результаты

### Чемпионат мира
- 2013 рапид — 9 место из 22 участниц[2]
- 2013 блиц — 19 место из 22 участниц[3]
- 2023 блиц — 5 место

### Чемпионат Азии
- 2010 5 место[4]
- 2010 блиц — 10 место из 10[5]
- 2015 — 2 место[6]
- 2016 — 13 место[7]
- 2017 — 2 место
- 2018 — 6 место
- 2019 — 2 место
- 2024 — 4 место

### Всемирные Интеллектуальные игры
- 2016 блиц — 13 место[8]
- 2016 рапид — 13 место[8]
- 2016 суперблиц — 15 место[9]

### Чемпионат Китая
- 2014 — 3 место[10]
- 2015 — 10 место[11]
- 2016 — 5 место[12]
- 2017 — 2 место
- 2018 — 8 место
- 2019 — 2 место
- 2022 ?
- 2023 — 2 место
- 2024 — 2 место

### Первенство мира по международным шашкам среди юниорок (девушки до 18 лет)
- 2016 классика — 8 место[13]
- 2016 блиц — 11 место[14]

### Первенство мира по международным шашкам среди кадеток (девушки до 14 лет)
- 2011 — 2 место[15]
- 2014 — 17 место[16] или 18 место[17]